# 民權路 (台中市)

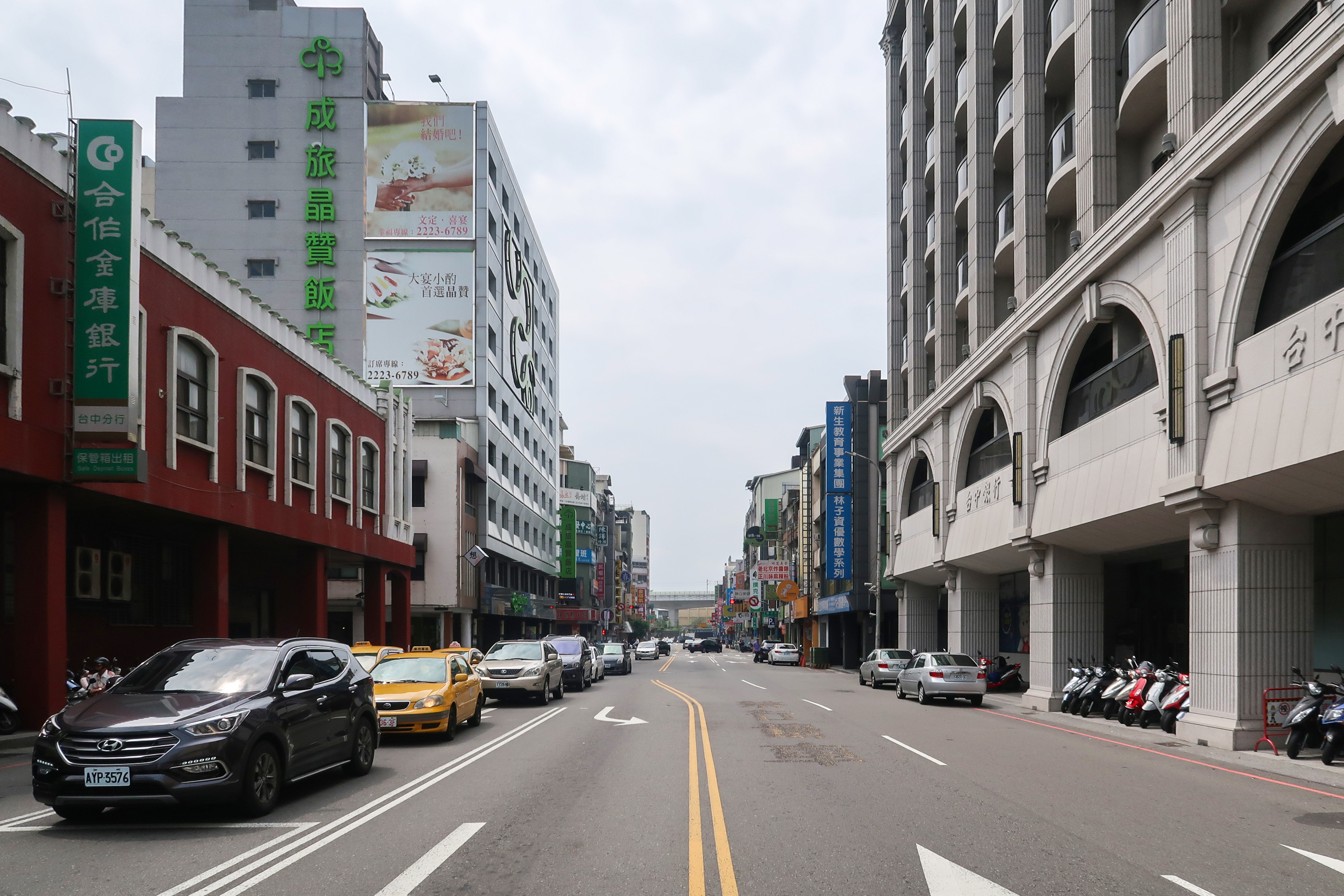
民權路近台中銀行

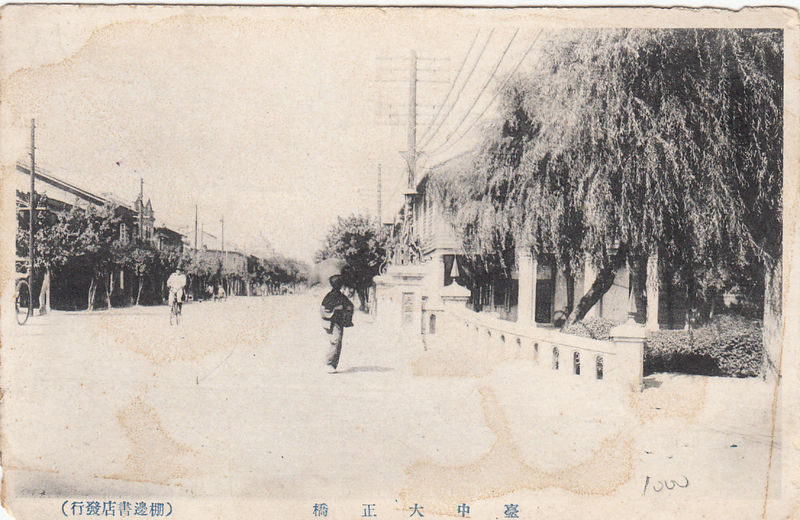
日治時期的臺中大正橋。

民權路，為台灣台中市重要道路之一。向上路以南呈東南─西北向，過向上路口後呈南北向。全線不分段，南接台中路，北抵忠明路。為台中市許多銀行與政府機關進駐的道路。
民權路於日治時期即已開通，舊名「本町道」、「大正橋通」。

## 行經行政區域
（由南到北）
- 中區、西區（民權路為兩區區界）
- 北區

## 本道路客運
臺中市公車
| 編號  | 業者                       | 路線                                 | 行駛區間                                                            | 備註                                      |
| ----- | -------------------------- | ------------------------------------ | ------------------------------------------------------------------- | ----------------------------------------- |
| 1     | 中台灣客運                 | 臺中刑務所演武場－中臺科技大學校區   | 三民路→建國路                                                       |                                           |
| 5     | 全航客運                   | 臺中火車站－僑光科技大學             | 三民路→建國路（往臺中火車站）                                       |                                           |
| 6     | 台中客運                   | 干城站－忠義里（中科實驗高中）       | 三民路→建國路（往干城站）                                           |                                           |
| 8     | 台中客運                   | 臺中刑務所演武場－逢甲大學（逢甲路） | 三民路－建國路                                                      | 經水湳經貿園區                            |
| 9     | 台中客運                   | 公共資訊圖書館－清水                 | 三民路→自由路（往公共資訊圖書館）                                   |                                           |
| 11    | 台中客運 豐原客運 全航客運 | 臺中火車站環線                       | 建國路－五權路                                                      |                                           |
| 14    | 台中客運                   | 干城站－舊庄                         | 三民路→建國路（往干城站）                                           |                                           |
| 14副  | 台中客運                   | 干城站－神岡區公所                   | 三民路→建國路（往干城站）                                           |                                           |
| 15    | 台中客運                   | 臺中刑務所演武場－國軍臺中總醫院     | 三民路－建國路                                                      |                                           |
| 21    | 中鹿客運                   | 臺中刑務所演武場－貴城山莊           | 三民路－建國路                                                      |                                           |
| 21延1 | 中鹿客運                   | 臺中刑務所演武場－民德橋             | 三民路－建國路                                                      | 平日繞駛至東山高中 例假日及寒暑假停駛     |
| 21延2 | 中鹿客運                   | 臺中刑務所演武場－中興嶺             | 三民路－建國路                                                      |                                           |
| 25    | 中台灣客運                 | 忠信國小－僑光科技大學               | 柳川西路－建國路                                                    |                                           |
| 27    | 台中客運                   | 臺中火車站－嶺東科技大學             | 建國路→向上路（往嶺東科技大學）                                     | 經勤美、草悟道、朝馬、安和路              |
| 30    | 仁友客運                   | 嶺東科技大學－第一廣場－嶺東科技大學 | 五權路→自由路（往第一廣場）                                         | 單循環路線 經五權路、南屯路               |
| 32    | 仁友客運                   | 大鵬新城－旱溪東東英五街口           | 五權路－建國路                                                      |                                           |
| 37    | 中台灣客運                 | 頂林厝－高鐵台中站                   | 西屯路－臺灣大道 五權路→自由路(往台中車站、高鐵台中站)              |                                           |
| 40    | 中鹿客運                   | 干城站－中台新村                     | 五權路→自由路（往干城站）                                           |                                           |
| 41    | 台中客運                   | 公共資訊圖書館－慈明高中             | 三民路－自由路                                                      |                                           |
| 45    | 中鹿客運                   | 中科管理局－第一廣場－中科管理局     | 西屯路－臺灣大道 五權路→自由路（往第一廣場）                        | 單循環路線                                |
| 50    | 統聯客運                   | 文英兒童公園－921地震教育園區        | 自由路－建國路                                                      |                                           |
| 51    | 豐原客運                   | 莒光新城－大坑9號步道口              | 自由路－台中路                                                      | 經屯區藝文中心                            |
| 55    | 豐原客運                   | 地方法院－豐原                       | 自由路－建國路                                                      |                                           |
| 59    | 統聯客運                   | 舊社公園－舊正                       | 自由路－建國路                                                      |                                           |
| 71    | 台中客運                   | 臺中洲際棒球場－植物園（西屯路）     | 自由路－建國路                                                      |                                           |
| 75    | 統聯客運                   | 臺中榮總－一江橋                     | 自由路－建國路                                                      |                                           |
| 101   | 台中客運                   | 敦化公園－彰化                       | 五權路→自由路（往彰化）                                             |                                           |
| 107   | 台中客運                   | 黎明新村－舊正（烏溪橋頭）           | 五權路→自由路（往舊正） 臺中路→綠川西街（往黎明新村）               |                                           |
| 108   | 台中客運                   | 港尾－南開科技大學校區               | 三民路→自由路（往南開科技大學校區）                                 |                                           |
| 132   | 台中客運                   | 北屯區行政大樓－朝陽科技大學         | 三民路→自由路（往朝陽科技大學） 臺中路→綠川西街（往北屯區行政大樓） |                                           |
| 142   | 台中客運                   | 豐年社區－第一廣場－豐年社區         | 三民路→自由路（往第一廣場）                                         | 單循環路線                                |
| 154   | 台中客運                   | 大甲區公所－臺中女中                 | 建國路－自由路                                                      |                                           |
| 163   | 台中客運                   | 華盛頓中學－第一廣場－華盛頓中學     | 三民路→自由路（往第一廣場）                                         |                                           |
| 202   | 豐原客運                   | 豐富公園－豐原                       | 自由路－建國路                                                      | 經太平樹德路、新田                        |
| 203   | 豐原客運                   | 豐富公園－豐原                       | 自由路－建國路                                                      | 經北屯、豐南國中                          |
| 270   | 豐原客運                   | 豐富公園－東勢                       | 自由路－建國路                                                      | 經大南                                    |
| 271   | 豐原客運                   | 豐富公園－東勢                       | 自由路－建國路                                                      | 經東興                                    |
| 276   | 豐原客運                   | 豐富公園－東勢                       | 自由路－建國路                                                      | 經興中山莊                                |
| 277   | 豐原客運                   | 豐富公園－東勢                       | 自由路－建國路                                                      | 經復盛里                                  |
| 290   | 台中客運                   | 干城站－童綜合醫院（梧棲院區）       | 建國路－向上路                                                      |                                           |
| 323   | 台中客運                   | 臺中火車站－臺中區監理所             | 建國路→臺灣大道（往臺中區監理所） 臺灣大道→自由路（往臺中火車站）   |                                           |
| 324   | 台中客運                   | 新民高中－臺中都會公園               | 建國路－臺灣大道                                                    |                                           |
| 325   | 台中客運                   | 臺中火車站－大肚火車站               | 建國路→臺灣大道（往臺中區監理所） 臺灣大道→自由路（往臺中火車站）   | 經臺中區監理所                            |
| 850   | 豐原客運                   | 臺中火車站（東站）－谷關             | 臺中路－五權路                                                      | 經臺中二中、東豐/后豐鐵馬道、東勢河濱公園 |
| 900   | 豐原客運                   | 光明國中－豐原高中                   | 自由路－建國路                                                      | 例假日及寒暑假停駛                        |

公路客運
| 編號 | 業者     | 路線             | 行駛區間       |
| ---- | -------- | ---------------- | -------------- |
| 6933 | 彰化客運 | 鹿港－彰化－台中 | 三民路－建國路 |

## 車道配置
- 台中路─柳川東路：雙向四車道
- 柳川東路－福龍街：西向二車道；東向三車道
- 福龍街－五權路：西向三車道；東向二車道
- 五權路─向上路：西向二車道；東向三車道
- 向上路－民權路233巷；臺灣大道二段99巷：雙向四車道
- 民權路233巷；臺灣大道二段99巷－博館二街：雙向四車道，並設置中央安全島
- 博館二街－健行路：雙向二車道
- 健行路－忠明路：雙向四車道

## 沿線設施
（由南到北）
綠川
繼光徒步街
- 元大商業銀行台中分行
- 台中商業銀行總部
- 合作金庫商業銀行新中分行（歷史建築，原臺中州立、省立臺中圖書館）

自由路一、二段
- 臺灣銀行中臺中分行
- 衛生福利部國民健康署臺中辦公室
- 永豐銀行台中分行
- 臺灣土地銀行臺中分行
- 臺灣中小企業銀行民權分行
- 臺中市役所（市定古蹟，日治時期臺中市政府廳舍）

市府路
- 臺中州廳暨附屬建築群（國定古蹟、歷史建築，省轄時期臺中市政府廳舍，修復中）
- 中華郵政臺中郵局／郵政博物館臺中館
- 花旗（台灣）商業銀行民權分行
- 臺中市政府交通局（舊臺中市議會，停車管理處、公共運輸處、捷運工程處）

三民路一、二段
- 衛生福利部臺中醫院（臨國立臺中科技大學民生校區）
- 臺中市政府衛生局中西區衛生所
- 臺中市食品藥物安全處

柳川東路二、三段
柳川
柳川西路二、三段
- 勞動部勞工保險局臺中市辦事處
- 台北富邦商業銀行台中分行
- 華南商業銀行台中分行
- 聯邦商業銀行民權分行
- 中華路夜市
- 兆豐國際商業銀行台中分行
- 國立臺中教育大學附設實驗國民小學
- 國立臺中教育大學
- 台灣兒童暨家庭扶助基金會

五權路
- 臺中市政府警察局第一分局民權派出所

梅川園道
- 國泰世華銀行西台中分行
- 星展銀行民權分行

臺灣大道二段
- 統聯客運中山站

西屯路一段
- 英才兒童公園（西區、北區界）
- 臺中市北區篤行國民小學

英才路
- 中華郵政淡溝郵局

育德園道（接國立自然科學博物館植物園）
健行路
- 臺中市地區農會
- 台新國際商業銀行民權分行
- 國軍臺中總醫院中清分院